# Relation diagonale

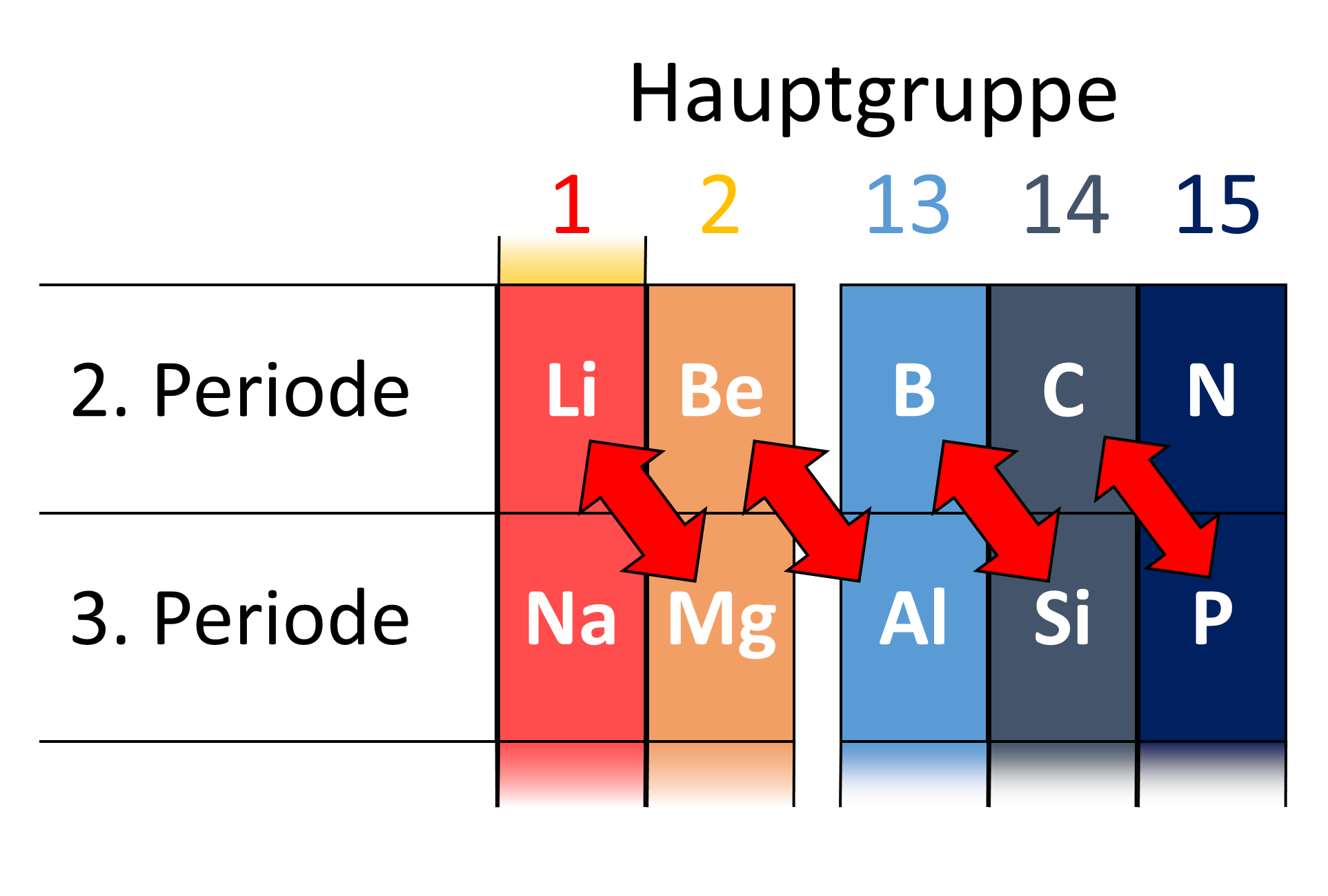
Relation diagonale

Une relation diagonale existe entre certains éléments chimiques voisins des deuxième et troisième périodes du tableau périodique. Il s'agit des paires :
- lithium - magnésium
- béryllium - aluminium
- bore - silicium
- carbone - phosphore
- azote - soufre
- oxygène - chlore (du point de vue de l'électronégativité)

Par exemple, la solubilité des sels de lithium ressemble plus à celle des sels de magnésium correspondants qu'à celle des sels des autres métaux alcalins. Le bore et le silicium sont des semiconducteurs, ont des oxydes acides et forment des hydrures volatils très réactifs alors que l'aluminium est un métal formant un hydrure solide.
Ces relations diagonales proviennent du fait que parcourir une période de gauche à droite et descendre une colonne du tableau périodique ont des effets opposés sur le rayon atomique et l'électronégativité des éléments. Le rapport taille/charge des atomes est à peu près constant sur ces diagonales, d'où certaines similitudes dans les propriétés des éléments concernés.

## Référence
- James E Huheey, Ellen A Keiter, Richard L Keiter, André Pousse, J. Fischer « Chimie inorganique » — Éditions De Boek, Bruxelles, 1996, pp. 860-861.  (ISBN 2-8041-2112-7).

## Article lié
- Tableau périodique des éléments